# Leinster House
Leinster House (em irlandês: Teach Laighean) é a sede do Oireachtas, o parlamento da Irlanda. Originalmente, era o palácio ducal dos Duques de Leinster. 
Desde 1922, tem sido um complexo de edifícios que abriga o Oireachtas Éireann, seus membros e funcionários. A parte mais reconhecível do complexo e a "face pública" da Leinster House continua a ser o antigo palácio ducal no núcleo do complexo.

## História

### Palácio Ducal
Leinster House era a antiga residência ducal em Dublin do Duque de Leinster, e desde 1922 tem servido como o edifício do parlamento do Estado Livre Irlandês, o predecessor do moderno estado irlandês, antes do qual funcionava como a sede da Royal Dublin Society. O famoso Dublin Spring Show e o Dublin Horse Show da sociedade foram realizados em seu Leinster Lawn, de frente para a Merrion Square. O edifício é o local de reunião do Dáil Éireann e do Seanad Éireann, as duas casas do Oireachtas, e como tal o termo 'Leinster House' tornou-se uma metonímia para as atividades políticas irlandesas.

### Parlamento Irlandês
O parlamento da Irlanda ao longo dos séculos reuniu-se em vários locais, mais notavelmente nas Casas do Parlamento Irlandês em College Green, ao lado do Trinity College Dublin. Seu parlamento medieval consistia em duas Casas, uma Câmara dos Comuns Irlandesa e uma Câmara dos Lordes Irlandesa. O par mais graduado da Irlanda, o Conde de Kildare, tinha um assento na Câmara dos Lordes. Como todos os aristocratas da época, durante a Temporada Social Irlandesa e as sessões parlamentares, ele e sua família residiam em estado em uma residência em Dublin.
Desde o final do século XVIII, Leinster House (então chamada Kildare House) era a residência oficial do Conde em Dublin. Quando foi construída pela primeira vez em 1745–48 por James FitzGerald, Conde de Kildare, estava localizada no lado sul isolado e pouco elegante da cidade, longe dos principais locais de residências aristocráticas, nomeadamente Rutland Square (agora Parnell Square) e Mountjoy Square. O Conde previu que outros o seguiriam; nas décadas seguintes, Merrion Square e Fitzwilliam Square tornaram-se o principal local de residências da aristocracia, com muitas de suas residências do lado norte sendo vendidas (muitas subsequentemente deteriorando-se e terminando como favelas). O edifício em si foi projetado pelo arquiteto Richard Cassels, enquanto alguns dos elementos posteriores e o interior foram projetados por Isaac Ware.
Na história das residências aristocráticas em Dublin, nenhuma outra mansão igualou Kildare House por seu tamanho ou status. Quando o Conde foi nomeado o primeiro Duque de Leinster em 1766, a residência da família em Dublin foi renomeada Leinster House. Seus primeiro e segundo andares foram usados como modelo de piso para a Casa Branca pelo arquiteto irlandês James Hoban, enquanto a própria casa foi usada como modelo para o exterior original da Casa Branca em pedra cortada.
Um membro famoso da família que ocasionalmente residia em Leinster House era Lorde Edward FitzGerald, que se envolveu com o nacionalismo irlandês durante a Rebelião de 1798, que lhe custou a vida. Com a aprovação do Ato de União em 1800, a Irlanda deixou de ter seu próprio parlamento. Sem uma Câmara dos Lordes para frequentar, um número crescente de aristocratas parou de vir a Dublin, vendendo suas residências em Dublin, em muitos casos para comprar residências em Londres, onde o novo parlamento unido se reunia.

### Sede da RDS 1815–1922
O 3.º Duque de Leinster vendeu Leinster House em 1815 para a Royal Dublin Society. Em 1853, a Grande Exposição Industrial foi realizada em seus terrenos. O Museu Nacional da Irlanda – História Natural foi construído no local em 1857. Aproximadamente na mesma época, duas novas alas foram adicionadas, para abrigar a National Library of Ireland e o National Museum of Ireland.

### Oireachtas a partir de 1922
O Tratado Anglo-Irlandês de 1921 previa a criação de um domínio irlandês autogovernado, a ser chamado de Estado Livre Irlandês. À medida que os planos eram feitos para dar vida ao novo estado, o Governo Provisório sob W. T. Cosgrave procurou um local temporário para as reuniões da nova Câmara dos Deputados Dáil Éireann e do Senado Seanad Éireann. Foram feitos planos para transformar o Royal Hospital Kilmainham, uma antiga casa de soldados do século XVIII em extensos parques, em uma Casa do Parlamento em tempo integral. No entanto, como ainda estava sob o controle do Exército Britânico, que ainda não havia se retirado dele, e o novo Governador-Geral do Estado Livre Irlandês deveria fazer o Discurso do Trono abrindo o parlamento dentro de semanas, Michael Collins decidiu alugar o complexo Leinster House para uso a partir de Setembro de 1922 como uma câmara temporária do Dáil, pois abrigava um grande anfiteatro que poderia ser facilmente adaptado às necessidades do Oireachtas.
Em 1924, devido a restrições financeiras, os planos de transformar o Royal Hospital em uma casa do parlamento foram abandonados; Leinster House, em vez de se tornar a capela da democracia, foi comprada, pendente da provisão de uma casa do parlamento adequada em algum momento no futuro. Uma nova câmara do Senado ou Seanad foi criada no antigo salão de baile do Duque, enquanto as alas dos vizinhos Royal College of Science foram tomadas e usadas como Edifícios do Governo. Todo o Royal College of Science, que então havia sido fundido com o University College Dublin, foi posteriormente assumido em 1990 e transformado em Edifícios do Governo de última geração.
Desde então, várias extensões foram adicionadas, mais recentemente em 2000, para fornecer espaço de escritório adequado para 166 TDs, 60 senadores, membros da imprensa e outros funcionários. Entre os líderes mundiais que visitaram Leinster House para se dirigir às sessões conjuntas do Oireachtas estão os presidentes dos EUA John F. Kennedy, Ronald Reagan e Bill Clinton; o primeiro-ministro britânico Tony Blair; os primeiros-ministros australianos Bob Hawke, Paul Keating, e John Howard; e o presidente francês François Mitterrand.
Vários monumentos estão ou estiveram em torno de Leinster House. Sua fachada da Kildare Street costumava ser dominada por Rainha Vitória, uma grande estátua de bronze sentada de John Hughes, inaugurada pela primeira vez pelo Rei Eduardo VII em 1908. Considerando inadequado ter a Rainha Britânica supervisionando o parlamento irlandês, ela foi transferida para o Royal Hospital Kilmainham em 1948, como parte dos movimentos do estado irlandês em direção à declaração de uma República. Foi reerguida em 1987 em frente ao Queen Victoria Building em Sydney, Austrália. De frente para a frente do jardim em seu lado da Merrion Square, ergue-se um grande monumento triangular comemorando três figuras fundadoras da independência irlandesa, President of Dáil Éireann Arthur Griffith, que morreu em 1922, Michael Collins, que foi baleado e morto em uma emboscada por forças anti-tratado em 1922, e Kevin O'Higgins, o Presidente do Governo Provisório e o Vice-Presidente do Conselho Executivo (vice-primeiro-ministro), que foi assassinado em 1927. Outra estátua comemora o Príncipe Consorte, Príncipe Alberto, marido da Rainha Vitória, que realizou sua grande Exposição Irlandesa em Leinster Lawn na década de 1850.

## Extensões
O edifício principal passou por extensões regulares desde a Era Vitoriana, passando por uma grande extensão para criar escritórios para TDs na década de 1960, até mais recentemente a construção de Leinster House 2000, um novo bloco de escritórios construído ao norte do palácio ducal original. As principais extensões são:
- As adições vitorianas ao complexo que contêm a Câmara do Dáil;[16]
- Uma adição da década de 1930 que abriga TDs e Senadores do Partido Trabalhista (Irlanda);[16]
- O chamado Bloco 66, um bloco de escritórios de cinco andares construído por volta de 1966 e que abriga TDs e senadores do Fine Gael, com dois restaurantes e dois bares no nível do térreo e que abriga a suíte de escritórios do líder do maior partido no Oireachtas (atualmente Fianna Fáil) e as salas de reunião do partido. Um dos bares é para visitantes, enquanto o outro é reservado para parlamentares, os teachtaí dála e senadores;[17]
- Leinster House 2000, uma nova ala construída em 2000, que abriga membros de todos os partidos, salas de comissões e contém as suítes de escritórios dos líderes do Partido Trabalhista e do Fianna Fáil;[18]
- Alguns escritórios modernos na Kildare Street em Kildare House;[16]
- Os andares superiores da Agriculture House, o edifício do Departamento de Agricultura que, nesses andares, abriga escritórios para TDs independentes e senadores independentes;[16]
- Escritórios na Rua Molesworth que também são usados por alguns membros do Oireachtas, notavelmente o escritório fornecido para antigos taoisigh.[16]

## Preocupações estruturais e restauro
Um relatório encomendado entregue ao gabinete do Ceann Comhairle em 2008 levantou sérias dúvidas sobre a segurança da Leinster House sem grandes trabalhos de reparação. Alertando que o edifício representava um risco para a segurança e saúde dos ocupantes e do público, o relatório delineou nove riscos graves para o edifício, devido a uma combinação de fatores, incluindo:
- A idade do edifício;
- Renovações ao longo dos séculos do palácio ducal feitas pelos seus vários proprietários que eram abaixo do padrão;
- Sobrecarga significativa dos pisos nos níveis superiores;
- Fiação inadequada e desatualizada.

Se as reparações não fossem realizadas, delineou como um cenário de pior caso "A instalação está danificada/contaminada para além do uso habitável. A maioria dos itens/ativos são perdidos, destruídos ou danificados para além da reparação/restauro."
O edifício passou por um trabalho maciço de restauro e conservação de Dezembro de 2017 a Agosto de 2019, durante o qual toda a secção original da Kildare House foi protegida dos elementos sob um andaime temporário e um telhado de plástico. Granito da pedreira de Golden Hill, no Condado de Wicklow, foi originalmente usado na construção do lado da Merrion Street do edifício na década de 1740, mas foi esgotado como pedreira em 1850. Para garantir a consistência no tipo de granito usado nas reparações, o Office of Public Works optou por pedra da Ballyknockan quarry, sendo o substituto geográfico mais próximo.

## Legado e inspirações
- Charleston County Courthouse, Charleston, Carolina do Sul[22]
- Casa Branca, Washington, D.C.[23]